# Альтенмор
Альтенмор (нем. Altenmoor) — община в Германии, в земле Шлезвиг-Гольштейн. 
Входит в состав района Штайнбург. Подчиняется управлению Хорст.  Население составляет 266 человек (на 31 декабря 2010 года). Занимает площадь 6,12 км².